# Patrik Vajda

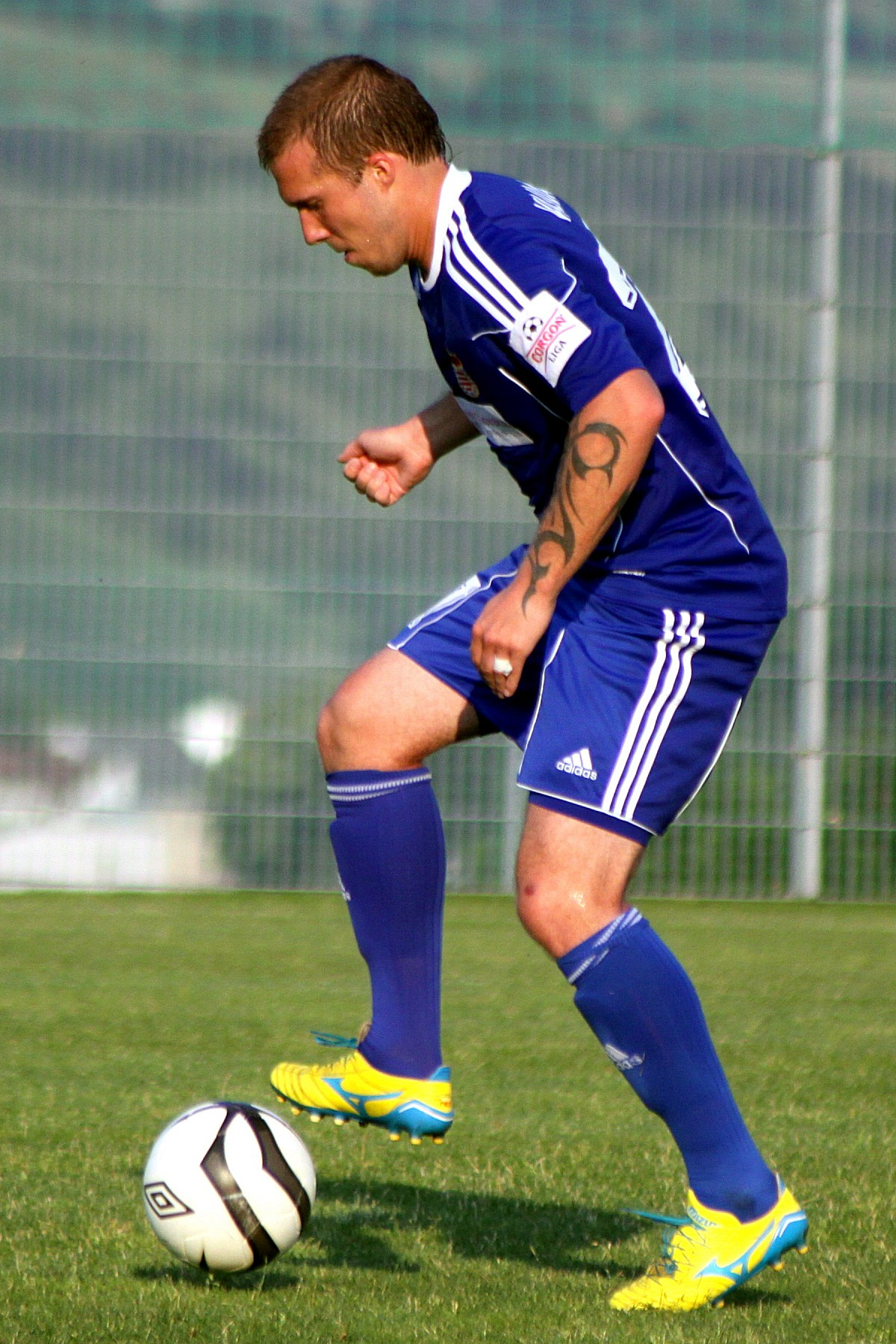
Patrik Vajda

Patrik Vajda (* 20. března 1989, Banská Bystrica) je slovenský fotbalový obránce, od léta 2015 působící v klubu FO ŽP ŠPORT Podbrezová.

## Fotbalová kariéra
Svoji fotbalovou kariéru začal v FK Dukla Banská Bystrica, kde se v roce 2009 dostal do A-týmu. V červenci 2015 po sestupu Dukly Banská Bystrica do 2. ligy přestoupil do prvoligového FO ŽP ŠPORT Podbrezová, dalšího klubu z Banskobystrického kraje.